# Евгений Хрисохерис
Евгений (на гръцки: Ευγένιος, Евгениос) е гръцки духовник от XIX век, епископ на Вселенската патриаршия.

## Биография
Роден e цариградското предградие Скутари със светската фамилия Хрисохерис (Χρυσοχέρης). Племенник е на митрополит Йеротей Бейрутски. Завършва Халкинската семинария в 1851 година. На 11 август 1874 година е ръкоположен в църквата „Света Богородица“ в Кондоскали за клавдиуполски епископ, викарий на Константинополската архиепископия и архиерейски наменстник в Кондоскали. Умира около 1879 година.